# Tiroteo en la Escuela Secundaria Santana
El 5 de marzo de 2001, ocurrió un tiroteo en la Escuela Secundaria Santana en Santee, California. El pistolero, Charles Andrew Williams, de 15 años, abrió fuego con un revólver calibre .22 de ocho tiros, mató a dos estudiantes e hirió a otros 13. Luego, Williams fue detenido por los agentes de policía que respondieron y condenado. Actualmente cumple entre 50 años y cadena perpetua.

## Trasfondo
Semanas antes del tiroteo, Williams supuestamente intentó hablar con un consejero escolar, pero se le indicó que regresara a clase porque la oficina estaba llena en ese momento. Más tarde, según los informes, se quejó con un consejero escolar varias veces por haber sido intimidado y le dijo a un guardia de seguridad de la escuela que iba a traer un arma al campus, pero no se encontraron pruebas para ninguna de las afirmaciones.
A medida que avanzaba el semestre, los amigos llegaron a creer que Williams acababa de llegar a un punto de inflexión y mencionaron que "no quería vivir más", lo que resultó en más insultos y amenazas de intimidación. El viernes anterior al tiroteo, Williams y sus compañeros de clase informaron que su profesor de teatro lo humilló frente a la clase durante un ejercicio de actuación para el que no estaba preparado, lo que percibió como una situación abusiva. Williams habló en dos ocasiones de su plan para "imitar a Columbine" en Santana High School, pero nunca se hicieron informes de estas amenazas a la escuela. También hizo planes para subirse al techo de la escuela para poder golpear a las personas más fácilmente. Muchos amigos afirmaron que Williams mencionó su plan repetidamente. antes del tiroteo, pero afirmaron que solo estaba bromeando, al menos dos amigos afirmaron haber sido advertidos por Williams el día antes del ataque, pero pensaron que estaba bromeando. La primera ocasión fue una semana antes del tiroteo el segundo durante el fin de semana anterior al 5 de marzo.

## Tiroteo
El 5 de marzo de 2001, a las 9:20 a. m., Charles Andrew Williams, de 15 años, ingresó al baño de niños en la escuela secundaria Santana con un revólver calibre .22 de ocho disparos cargado que tomó del armario de armas cerrado de su padre y le disparó fatalmente a un estudiante de primer año. Luego salió del baño y comenzó a disparar el revólver indiscriminadamente a otros estudiantes, matando a otro. Según un testigo, Williams salió repetidamente del baño, disparó y luego volvió al baño. Otros contaron que Williams confrontó y disparó metódicamente a otros estudiantes. La escena pronto se volvió caótica cuando los estudiantes y maestros se agacharon o se apresuraron a ponerse a salvo. Minutos después, la escuela estaba cerrada.
Un estudiante de magisterio, Tim Estes, y el supervisor de seguridad del campus, Peter Ruiz, entraron al baño para investigar lo que Ruiz pensó que podría ser el sonido de los petardos. Al entrar al baño, Williams le disparó una vez en el hombro a Ruiz. Cuando Estes y Ruiz se dieron la vuelta para correr, Ruiz recibió dos balas más en la espalda y Estes recibió una bala en la espalda que le salió por el abdomen.
Dos policías fuera de servicio que visitaban la escuela fueron alertados del tiroteo, pero se encontraban en diferentes extremos de la escuela. Uno de ellos se acercó al baño y pidió refuerzos. Rápidamente llegaron más oficiales, y muchos fueron testigos de un enjambre de estudiantes que huían del edificio mientras intentaban entrar, lo que dificultaba las cosas. Los oficiales que respondieron descubrieron a Williams en el baño junto con dos víctimas heridas, y un oficial relató que encontraron a Williams en el proceso de recarga, la recámara estaba abierta y estaba poniendo balas en el arma. Williams se rindió con calma diciendo: "Soy solo yo, soy el único".
El equipo SWAT de San Diego fue llamado para "evaluar y despejar" la escena del tiroteo. Los paramédicos reunieron a todos los heridos y los alinearon frente a la oficina del director y les escribieron números para hacer un seguimiento de los heridos antes de transportarlos a un hospital.

## Víctimas
Williams disparó a 15 personas, dos de las cuales murieron. Los dos estudiantes asesinados eran Bryan Zuckor, de 14 años, y Randy Gordon, de 17. Once estudiantes y dos supervisores escolares sufrieron heridas de bala y fueron tratados en el Centro Médico de UC San Diego o en el Hospital Infantil Rady.

## Perpetrador
Charles Andrew Williams nació en Frederick, Maryland el 8 de febrero de 1986, el primogénito de Jeff y Linda Williams. Conocido por su familia como "Andrew" o "Andy" para abreviar, tenía un medio hermano, Michael. Sus padres se divorciaron en 1990, dejando a su padre con la custodia y poco contacto con su madre. Jeff y Andy se mudaron a California en el otoño. Mientras asistía a la Escuela Secundaria Santana, Williams fue intimidado por sus compañeros debido a su pequeño tamaño. Comenzó a pasar tiempo con una multitud de patinadores. Williams fue aceptado dentro de este grupo de compañeros; sin embargo, a veces estas personas también lo intimidaron. Jeff ha declarado que un hombre mayor les compró alcohol y drogas a los niños a cambio de favores sexuales y que Andy no mencionó este abuso hasta mucho después de su arresto. En 2011, ese hombre mayor, Chris Reynolds, fue sentenciado a 40 años de prisión en Oklahoma por abusar sexualmente de otros adolescentes.
Sacó el revólver de doble acción de rifle largo calibre .22 Arminius de su padre del gabinete de armas cerrado con llave en su apartamento. Después de su arresto, dijo a los investigadores que estaba "cansado de ser intimidado". De camino al centro de detención juvenil, Williams dijo que lo hizo porque sus amigos lo desafiaron. También ha declarado al menos tres resultados anticipados diferentes del tiroteo al hablar con las autoridades.

## Legal
El 20 de junio de 2002, Williams se declaró culpable de todos los cargos en su contra en un esfuerzo por evitar el juicio. El 15 de agosto de 2002, un juez de California sentenció a Williams, como adulto, de 50 años a cadena perpetua y le ordenó cumplir su tiempo en el Programa de Delincuentes Juveniles en CCI , Tehachapi (desde cerrado) hasta que cumpla 18 años. Momento en el que sería trasladado a una prisión para adultos. A Williams se le dio crédito por los 529 días que había servido en un centro de detención juvenil, se le impuso una multa de $10,000 y se le ordenó pagar una restitución al Fondo de Restitución de Víctimas. En su sentencia, Williams se disculpó y expresó remordimiento por sus acciones. El 1 de marzo de 2004 fue trasladado a una prisión para adultos. Williams está actualmente encarcelado en la Institución de California para Hombres en Chino, California. Será elegible para libertad condicional en marzo de 2025, cuando tenga 39 años.
Hubo un esfuerzo de base para reducir la sentencia de Williams. Sus partidarios argumentan que el juez fue demasiado severo al sentenciar a Williams como adulto y que no tuvo en cuenta la edad de Williams en el momento de su delito. Les gustaría ver a Williams en un nuevo juicio, pero como menor de edad, lo que habría significado el confinamiento por parte de la Autoridad Juvenil de California hasta los 25 años. La oficina del Fiscal General del Estado de California manejó un total de seis apelaciones presentadas por los partidarios de Williams, cuatro al Tribunal de Apelaciones y dos a la Corte Suprema del Estado de California. El tribunal de distrito rechazó su petición en septiembre de 2010 y el caso está ahora en apelación ante el Noveno Circuito, según la Oficina del Fiscal General de California.
En 2018, Williams solicitó al gobernador de California, Jerry Brown, la conmutación de la sentencia después de que se firmara una nueva ley que prohibía que los acusados menores de 16 años fueran juzgados como adultos. La oficina del fiscal de distrito de San Diego declaró que se opusieron rotundamente a la petición junto con las víctimas y sus familiares.

## Reacciones
El presidente George W. Bush ofreció sus condolencias "a los maestros y los niños cuyas vidas se han puesto patas arriba en este momento". Bush calificó el tiroteo como "un vergonzoso acto de cobardía" y agregó: "Cuando Estados Unidos enseñe a nuestros hijos el bien y el mal y enseñe valores que respeten la vida en nuestro país, estaremos mejor". Pero dijo: "Lo primero es lo primero. Y nuestras oraciones están con las familias que perdieron un hijo hoy".
El gobernador de California, Gray Davis, también dijo que estaba "conmocionado y profundamente entristecido" por el tiroteo. La esposa de Davis, Sharon, se graduó de la preparatoria Santana.
Los Padres de San Diego usaron un parche conmemorativo "SHS" en las mangas de su camiseta durante un juego de entrenamiento de primavera el 6 de marzo de 2001.
Se consideró que la banda de nu metal Linkin Park, de la que Williams era fanático, influyó en las acciones de Williams. Después del tiroteo, la banda emitió un comunicado que decía: "Como todos los demás, estamos extremadamente tristes por estos eventos y nuestros corazones están con las familias y amigos de las víctimas". Williams había escrito una nota a su padre antes del tiroteo: "Me esforcé mucho y llegué tan lejos, pero al final no importa", que era una cita tomada del coro de la banda. Canción de 2001 "In the End".

## Legado
El tiroteo condujo al desarrollo de un entrenamiento regional de respuesta a tiradores activos llamado Acción Inmediata, Despliegue Rápido (IARD, por sus siglas en inglés), que se ha convertido en una rutina para que cualquier agencia de aplicación de la ley ingrese a la escena de un incidente crítico y encuentre y detenga la amenaza lo antes posible.
El 5 de marzo de 2021, las clases de Santana High School de 2001-2004 organizaron una vigilia con velas por el vigésimo aniversario para honrar a las víctimas y las familias de las víctimas del tiroteo.

## Representación en los medios
El tiroteo inspiró en parte la canción de P.O.D. "Youth of the Nation". 
En una entrevista con "NOVA: Mind of a Rampage Killer", Williams dijo que había tenido pensamientos suicidas durante varios meses antes del tiroteo. Describió su vida de 15 años como tumultuosa, contando el dolor del reciente divorcio de sus padres, su mudanza al otro lado del país de Maryland a California y la muerte de un amigo. Su descripción de su estado mental fue "entumecida", y agregó que no se dio cuenta de que la gente moriría, pero que quería "hacer mucho ruido y luego aparecería la policía". Admitió que su verdadero plan era suicidarse por un policía, sin embargo, "cambió de opinión en el último minuto, tiró su revólver y se rindió".